# Gran Oeste francés

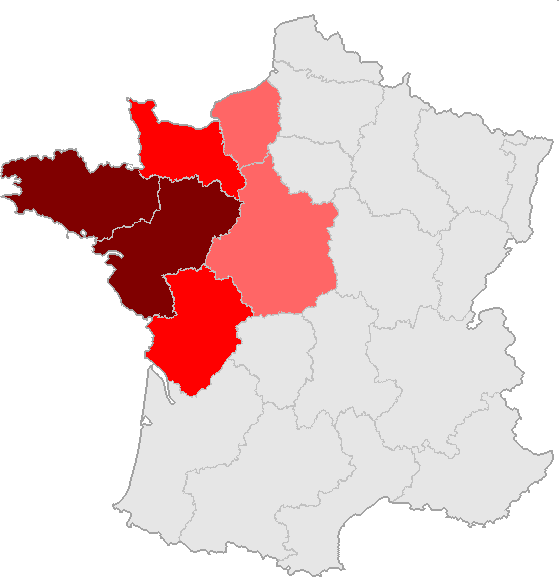
El Gran Oeste

El Gran Oeste francés es una noción geográfica normalmente utilizada en Francia para designar a las regiones del noroeste del país. Aunque no se corresponde con ninguna entidad administrativa ni está claramente delimitado, el Gran Oeste agrupa a las regiones de Bretaña, Baja Normandía y Países del Loira. En ocasiones el término incluye también a la región de Poitou-Charentes y los departamentos de Indre y Loira, Loir y Cher muy raramente a la región de Alta Normandía. Además suele ser utilizado para referirse a equipamientos o infraestructuras de la zona como autopistas, la red de alta velocidad etc.
A partir de las elecciones europeas de 2004 existe un circunscripción "oeste" que agrupa a las regiones de Bretaña, Países del Loira y Poitou-Charentes, siendo incluida la región de Baja Normandía en la circunscripción "noroeste" junto a la Alta Normandía, Norte-Paso de Calais y Picardía.
Las ciudades más grandes son Nantes y Rennes.